# Manuel Castells
Manuel Castells (Hellín, 1942. február 9. –) spanyol szociológus, elsősorban az információs társadalom, a kommunikáció, valamint a globalizáció kutatója.
A Social Sciences Citation Index (SSCI) 2000–2014-es felmérése szerint a világ ötödik legtöbbet idézett társadalomtudományi szakértője és legtöbbet idézett kommunikációs szakértője.
2012-ben neki ítélték a Holberg-díjat,  a következő indoklással: „formálta értelmezésünket a települési és globális gazdaság politikai dinamikájáról a hálózati társadalomban”. 2013-ban szociológiai tevékenységét a Balzan-díjjal jutalmazták.

## Élete
La Manchában nőtt fel, majd Barcelonába költözött, ahol jogot és közgazdaságtant hallgatott. Konzervatív családjáról a következőket mondta:
"Nagyon jó szüleim voltak. Konzervatív családban nőttem fel, erősen konzervatív családban. Szüleimen kívül azonban főképpen az befolyásolta a személyiségem alakulását, hogy a fasiszta Spanyolországban kellett felnőnöm. Nehéz ezt feldolgozni a fiatal generációk tagjainak, még a fiatal spanyol generációknak is. Ellen kellett állnunk a saját környezetünknek, harcolnunk és politizálnunk kellett már tizenöt-tizenhat éves korunkban".
Castells részt vett a Franco-ellenes diákmozgalmakban, és emiatt kényszerből Franciaországba kellett menekülnie. Párizsban érettségizett 20 évesen, majd felvételt nyert a Párizsi Egyetemre, ahol elnyerte a doktori címet szociológiából. 24 éves korától kezdve több párizsi egyetemen oktatott 1967 és 1979 között.
1979-ben a Kaliforninai Egyetem a szociológia, és a város- és területfejlesztés professzorává nevezte ki. 2001-ben az UOC-Universitat Oberta de Cataluny kutatóprofesszora. 2003-ban csatlakozott a Dél-kaliforniai Egyetem (USC) Annenberg kommunikációs és újságírói iskolájához, mint a kommunikáció professzora. Alapító tagja az USC Nyilvános Diplomácia Központnak. Castelles Spanyolország és az USA között ingázik. 2008 óta Castelles az Európai Innovációs és Technológiai Intézet irányító testületének tagja. Felesége Emma Kiselyova, aki szintén az USC Nyilvános Diplomácia Központ tagja. Egy gyermeke született, Nuria Castells.

## Munkássága
Szociológiai tevékenysége többek között kiterjed a településszociológia, a szociális mozgalmak, a kultúra szociológia és a politikai gazdaságtan területeire. 
Megalkotta a „negyedik világ” fogalmát, mellyel a globális információs társadalomból kizártakat (a képzetlenek, az idősek, a hajléktalanok, a gyerekek, a tartós munkanélküliek vagy a fejlődő régiók hagyományos közösségei) jelöli.
Castells szerint az információ kora „felszabadíthatja az elme hatalmát”, így a produktivitás megnövekedéséhez vezethet, ezzel pedig az egyén nagyobb lelki fejlődését és környezettudatosságát segítheti elő. Érvelése szerint ez a változás az erőforrások kimerítésének csökkenését eredményezné. Az információ kora, a fogyasztás kora, a hálózati társadalom mind a jelenlegi modern életforma és a jövő társadalmának leírását célzó perspektívák.
A hetvenes években Castells részt vett a marxista településszociológia egy alfajának kifejlesztésében, mely a szociális mozgalmak szerepét hangsúlyozza a települések átalakulásában. Bevezette a „kollektív fogyasztás” koncepcióját. A nyolcvanas évek elején az új technológiák hatását tanulmányozta a gazdaság átalakításában.
A kilencvenes években egyesítette kutatási területeit trilógiaként kiadott művében, Az információ kora: gazdaság, társadalom és kultúra című sorozatban, melynek részei: A hálózati társadalom kialakulása (1996), Az identitás hatalma (1997) és Az évezred vége (1998). A trilógia "az információ korának" első igazán átfogó leírása. Castells szerint az információs társadalom az emberi együttélés új módja, amelyben az információ hálózatba szervezett előállítása, tárolása, feldolgozása, előhívása játssza a legfontosabb szerepet. Érvelése szerint akkor beszélhetünk új társadalmi együttélési módról, ha a mennyiségi változások (pl. több számítógép, több tévécsatorna, több információ áramlása) minőségileg is megváltoztatják az emberek közötti társadalmi viszonyokat és a régi dolgok dolgok is új módon kezdenek el működni. A társadalom átalakulásának infrastrukturális hátterében az információs és kommunikációs technológia áll, anyagi alapjait pedig az új – erősen globalizálódó – hálózati gazdaság adja. A hálózati szerveződés lényege, hogy aki benne van a hálózatban, az létezik, aki pedig nincs, az nem ("negyedik világ"). Az ember azonban alapvetően énközpontú, identitása helyhez kötött és kulturálisan meghatározott – az emberi munkaerő nem tudja követni a tőke és a munkalehetőségek globális vándorlását. A hálózat (net) és az én (self) szembenállásából fakadó feszültség szervezi új mozgatóerőként az új társadalmat.
A kedvező fogadtatás hatására 2000-ben újra kiadta a művet javított változatban.

## Publikációi
Manuel Castells a világ egyik legtöbbet idézett kommunikációs és szociológiai szakembere. Több mint húsz könyvet írt.

### Magyarul megjelent könyvei
- Az Internet-galaxis. Gondolatok az internetről, üzletről és társadalomról; ford. Komáromyné Várady Ágnes; Network TwentyOne, Bp., 2002 ISBN 9639333115
- A tudás világa. Manuel Castells és Martin Ince beszélgetése; ford. Árokszállás Zoltán; Napvilág, Bp., 2006 (Demos könyvek) ISBN 963935077X
- Az információ kora. Gazdaság, társadalom és kultúra; Gondolat–Infonia, Bp., 2005–2007 (Az információs társadalom klasszikusai)
1. A hálózati társadalom kialakulása; ford. Rohonyi András, 2005 ISBN 9639567930
2. Az identitás hatalma; ford. Berényi Gábor, Rohonyi András, 2006 ISBN 9639610429
3. Az évezred vége; ford. Berényi Gábor, Rohonyi András, 2007 ISBN 9789636930424

### Cikkek, könyvfejezetek
- A valóság virtuális kultúrája; in: Hatalom a mobiltömegek kezében; szerk. Halácsy Péter, Vályi Gábor, Barry Wellman, ford. Fűköh Borbála, Roszík Linda; Typotex, Bp., 2007 (Új média re:mix) ISBN 9789639664364

## Fordítás
- Ez a szócikk részben vagy egészben  a   Manuel Castells című angol Wikipédia-szócikk ezen változatának fordításán alapul.  Az eredeti cikk szerkesztőit annak laptörténete sorolja fel. Ez a jelzés csupán a megfogalmazás eredetét és a szerzői jogokat jelzi, nem szolgál a cikkben szereplő információk forrásmegjelöléseként.